# Ravine Blanche (Indischer Ozean)
Die Ravine Blanche ist ein temporärer Fluss (Fiumara (Gewässer)) auf der Insel Réunion, einem Übersee-Département (département d'outre-mer) von Frankreich im Südwesten des Indischen Ozeans.
Der Fluss leiht einigen Orten entlang seines Verlaufs auch den Namen, so zum Beispiel dem Stadtviertel Ravine Blanche der Hauptstadt Saint-Pierre (Réunion).

## Geographie
Der Fluss entspringt in der Nähe der Hochebene Les Trous Blancs (La Plaine des Cafres) des Forêt départemento-domaniale de la rivière de Remparts im Zentrum der Insel, am Südhang des östlichen Vulkans auf ca. 1250 m Höhe. Er verläuft über 26,1 km in leichtem Bogen nach Südwesten, zuerst durch das Gemeindegebiet von Le Tampon, dann durch Saint Pierre. Er bildet im Unterlauf die westliche Begrenzung des Stadtviertels Ravine Blanche mit seinen großen Sozialwohnungs-Bauten.
Der Fluss ist die meiste Zeit fast trocken, kann aber im Verlauf der Tropenstürme, wie beim Zyklon Gamede, zu einem reißenden Strom werden.

## Namensgleichheiten
In La Réunion gibt es noch zahlreiche kleinere Gewässer mit dem Namen „Ravine Blanche“.